# تجريد زخرفي
فن التجريد الزخرفي هو الفن التشكيلي الذي يعتمد على تجريد الأشكال الحقيقية أو الخيالية بإتباع أسلوب يميزه في الأشكال والألوان والخطوط مع التأكيد على أدخال الجانب الزخرفي والجمالي في لوحاته بحيث تعطي شكل ومضمون جمالي متكامل، وتصلح لوحاته للمتاحف والمعارض والمنشآت والقصور الخاصة للديكورات الداخلية وتتيح لمصمم الديكور الداخلي أو هاوي الفن أو المقتني أختيار اللوحات التي تتلائم مع ديكورات المكان الداخلي.
ويعتبر الفنان التشكيلي العالمي / رأفت عدس هو مؤسس ورائد فن التجريد الزخرفي.